# Aliens: Desert Storm
Aliens: Desert Storm è un mini fumetto pubblicato dalla Dark Horse Comics nel 1992. È stato incluso esclusivamente con l'action figure di Bishop prodotta dalla Kenner Products. La storia è stata scritta da Dan Jolley, illustrata da Norman Felchle, inchiostrato da Mark McKenna, lettered da Dan Nakrosis e curato da Dan Thorsland. La copertina è opera di Joe Phillips.
Desert Storm fa parte della serie Aliens: Space Marines, una serie di mini-fumetti inclusi esclusivamente con alcuni giocattoli delle serie Aliens e Aliens vs. Predator della Kenner. Si tratta del primo fumetto della serie e la sua storia prosegue nel fumetto successivo, Aliens: Operation: Rescue.

## Trama
Mentre indagano sulla presenza di Xenomorfi su un pianeta arido, Bishop e il sergente Apone vengono attaccati da numerosi alieni. Bishop viene danneggiato mentre Apone viene catturato e condotto in un nido vicino. Bishop contatta il caporale Hicks affinché lo aiuti a salvare Apone prima che esso sia infettato da uno Stringifaccia.